# Oscar Fredriks församlingshydda

"Hyddan", omkring år 1900.

Oscar Fredriks församlingshydda, "Hyddan" kallad, låg vid dåvarande (1923) Fjällgatan 17, hörnet Paradisgatan 14 i 19 kvarteret Jordfallet i stadsdelen Olivedal i Göteborg. Det var en enkel träbyggnad som ägdes av Oscar Fredriks församlings diakonikrets. "Hyddan" kom senare att bli kallad Sveriges näst första församlingshem. År 1919 taxerades byggnaden till 45 000 kronor. Tomtarealen var då drygt 2 000 kvadratmeter.

## Historia
Kyrkoherden i Oskar Fredriks församling, Edvard Osterman (1843-1909), var den som tog initiativet till "Hyddan." Det främsta skälet var att många inte ville gå i den "fina" Oscar Fredriks kyrka, eftersom deras kläder inte ansågs representativa nog. Osterman samlade därför några intresserade personer den 12 november 1897 på pastorsexpeditionen, då stadgar antogs och en styrelse valdes för Masthuggs församlingens diakonikrets, som syftade till att uppföra en så kallad församlingshydda.    
"Hyddan" invigdes den 6 januari 1899 efter ritningar av Johan Laurentz, och den kyrkliga invigningen fick "Hyddan" 1902. Den bestod av en kyrksal med plats för 500 personer, en matsal för 100 personer, bostäder för diakonissor samt mottagningsrum. Andakterna uppehölls dels av Osterman och "andra frivilliga krafter", dels av en för ändamålet särskilt avlönad präst med annan anställning. Biskop Edvard Herman Rodhe såg ett problem med att "Hyddan" var en privat egendom och att diakonikretsens styrelse fick bestå av enbart icke-församlingsmedlemmar. Därför anhöll styrelsen hos Kungl. Maj:t att kyrksalen skulle invigas för offentlig gudstjänst samt räknas som kapell inom Masthuggsförsamlingen. Styrelsen skulle även få rätt att kalla diakonipräst även utanför stiftet, med rätt till tjänsteårsberäkning. Efter att Domkapitlet tillstyrkt, med reservation från de prästerliga ledamöterna, biföll Kungl.Maj:t den 14 februari 1902 styrelsens begäran. Invigningen förrättades på biskopens uppdrag av Osterman, assisterad av Peter Lundén, Magnus Wieselgren, Gustaf Lennmark, K. Hagstrand, Valdus Bengtson och lektor Johannes Floren. I instruktionen för diakonprästen som domkapitlet fastställde,  ålades denne att verka "i förbindelse med Masthuggsförsamlingens prästerskap" och att "i samråd med församlingens kyrkoherde och styrelsen för Masthuggsförsamlingens Diakonikrets ägna personlig själavård åt fattige i Masthuggsförsamlingen, i synnerhet i Masthuggsbergen."   
Huset var donerat av Beatrice Dickson med 29 000 kronor och revs i juli 1968. Församlingen hade här sin ungdomsverksamhet, liksom söndagsskola. Här visades film redan kring 1899, troligen av snickaren från Orust, Niklas Johansson, som då var på filmturné i Västsverige. I "Hyddan" fanns även en kirurgisk poliklinik, vilken 1933 flyttades till Stigbergstorget. Byggnaden genomgick en omfattande renovering som blev klar på våren 1955, men revs därefter 1968.

## Predikanter
- 1902-1904 - Simeon Sandelius (Johansson)
- 1904-1908 - Gottfrid Klingner
- 1909-1912 - Filip Lundahl
- 1912-1914 - Robert Sundelin
- 1914-1917 - Simon Lüders
- 1917-1918 - Axel Hellman
- 1918-1921 - Olof Elmgren-Warberg